# لوونیدول
لوونیدول (به بلغاری: Lovnidol) یک منطقهٔ مسکونی در بلغارستان است که در سولیوو واقع شده‌است.